# ダースレイダー
ダースレイダー（DARTHREIDER）（本名：和田 礼〔わだ れい〕、1977年4月11日 - ）は、日本のヒップホップミュージシャン・トラックメーカー。

## 来歴
フランス、パリ生まれ。4歳までをパリ、6〜10歳はロンドンで過ごす。父は朝日新聞ヨーロッパ総局長や論説副主幹を歴任した和田俊。祖父は映画プロデューサーの大塚和。
小4の夏休みに帰国し明星学園小学校へ転入。武蔵中学校・高等学校を卒業後、駿台予備校お茶の水校での浪人を経て、東京大学文科II類に進学。同科類の学生の多くは経済学部へ進学するが、数学が得意ではなかったため3年次の進学振り分けでは文学部東洋史学科を選択した。しかし、所属した桜井由躬雄のゼミで求められたオランダ語文献の読解に挫折し大学を中退する。
1998年に「MICADELIC」のメンバーとして活動を始め、P-VINE、CUTTING EDGE、ビクターに作品を残す。東大在学中の23歳でアルバムデビュー。2004年にレーベルDa.Me.Recordsを立ち上げ、KEN THE 390、COMA-CHI、TARO SOUL、環ROYなどを輩出。高速回転頭脳とHIPHOPをはじめとする音楽愛に溢れたスタイルでのMCにも定評あり、「DMC」や「B BOY PARK」、3on3から民放の『流派-R』（テレビ東京）・SPACESHOWER TV・NHK・『BAZOOKA!!!』「高校生RAP選手権」（BSスカパー!）など様々なメディアに出演。
2010年6月、クラブでのMCの直前に脳梗塞で倒れ1ヶ月の入院を余儀なくされる。入院中の検査で糖尿病に罹患していることも発覚。合併症により左眼を失明するも、のちに現場復帰。以後、その左眼につけた眼帯がトレードマークとなっている。2014年4月末より、MC漢率いる鎖グループ傘下のレーベルBLACK SWANの代表兼所属MCに就任。
2015年6月頃よりギターレスファンクバンド、「THE BASSONS」の活動を開始。2017年7月、鎖グループを退社。同年9月『NEWS RAP JAPAN』（AbemaTV）にて共演していたプチ鹿島の勧めによりオフィス北野に入社。この頃から、東京都立大学(当時は首都大学東京)にて、社会学者・宮台真司のゼミに顔を出し始める。2018年4月末をもってオフィス北野を退社。7月20日から吉田正樹事務所の所属となった。
2020年4月より、宮台真司と共に定期的に「100分de宮台」という動画配信などをしている。
2023年2月18日、プチ鹿島とともに監督・主演したドキュメンタリー映画『劇場版 センキョナンデス』が公開される。映画は「ヒルカラナンデス」のスピンオフ企画の際に撮影された2021年の衆院選・香川1区、2022年の参院選・大阪府選挙区と京都府選挙区の映像素材を中心に構成されており、公開2か月弱で観客動員1万人を記録した。
同年6月24日、『劇場版 センキョナンデス』の初配信記念イベントが渋谷のLOFT9で開催。プチ鹿島、大島新、前田亜紀、三輪記子らとともに出演し、選挙ロードムービーの第二弾『シン・ちむどんどん』を同年8月11日に那覇市の桜坂劇場で緊急公開すると発表した。

## ディスコグラフィー

### ソロアルバム
- THE GARAGEFUNK THEORY（2004年6月19日）
  - 再発版「THE GARAGEFUNK THEORY STRKES BACK!!!」が2006年7月15日にリリースされている。
- ガレージ男の魂（2005年7月9日）
- CHANGE YOUR WORLD （2006年7月15日）
- 俺ガレージ・ORGANIZATION（2008年6月7日）
- ENTER THE GARAGE（2009年6月17日）
- 狼～ガレージ男の挽歌（2010年10月6日）
- NO拘束～MONOEYE VISION（2011年9月14日）
- 夕日のガンタイ～Chill After Blood（2012年3月7日）
- SUPER DEAD（2012年9月26日）
- WELCOME TO THE FUNK ZONE（2012年12月18日）※ベスト盤、ネット配信及びTSUTAYAレンタルのみ

以上、全てDa.Me.Records
- LAST YEAR（2021年9月17日）
- ラップの鉄人（2023年12月9日）

### EP
- コイメギEP（2014年1月27日）
- ヴェルコムEP（2014年3月24日）
- REIDERS EP（2014年9月24日）
- KEY OF LIFE（2016年12月25日）

### シングル
- SUPER DEAD (feat. pancho)（2023年10月1日）復刻シングル
- 空想科学 (feat. Rino Latina II & 茂千代)（2024年1月6日）

### コンピレーション・企画盤
DARTHREIDER & DJ OSHOW
- WELCOME TO THE 変態ZONE（2001年1月24日）
- SR シンレイノラッパーZ（2012年5月30日）
  - 「怪談新耳袋 殴り込み!劇場版」のタイアップ盤。会場・通販限定販売。

RAYMOND GREEN
- ROCKING AT THE MARKETPLACE（2007年11月17日）

DMR
- GUMBO
- ANTI-MACHINE SYNDROME
- とぐろ（2006年1月14日）
- DEALER's MICROPHONE REPAIRMENT 4 ～DMR BEST～（2011年12月21日）
  - ベスト盤。

Da.Me.Records allstars
- DEADLY METAL ROLLERCOASTER

CROWN28(DARTHREIDER & MC JOE)
- CROWN28

W和田POSSE
- W和田POSSE

### 参加作品
※ダメレコ・オールスターズ作品除く。
- 三善/善三「三善的大魔境」（2000年12月20日）
  - 14. 嘘八百(フィーチャリング・MICADELIC,SKIPP,PAULEY,KIM-MARKIT,MINE神-HOLD,GIN RHYME DA VIBRATER,ARK,DOBINSKI)

- オムニバス「FUNKY!FUNKY FIESTA」（2004年7月7日）
  - 13. DROP THE BOMB

- LL COOL J太郎「プッチRADIO」（2003年4月25日）
  - 1. すべてまぼろし feat.ダースレイダー
  - 4. RADIO feat.シーモネーター＆ダースレイダー
  - 5. I NEED LOVE feat.シーモネーター＆ダースレイダー

- 随喜と真田2.0「FESTA E MERDA DI TORO」（2007年9月22日）
  - 6. ☆T.O.B.E.R.A☆ feat.ダースレイダー from D.M.R, YOSHI from 餓鬼レンジャー,ULTRA NANIWATIC MC'S
  - 12. WALK THIS WAY 58

- TOJIN BATTLE ROYAL「D.O.H.C.」（2012年6月13日）
  - 9. 1192 feat.DARTHREIDER

- SKE48「未来とは？」（2014年3月19日）
  - DVD 4.「特典映像III Team KII 「フリースタイルRAPバトル with ダースレイダー」〜KIIメンバーが初ラップに挑戦〜」

- 伊集院幸希「月曜日と金曜日～Sugar Hi Junnie～」（2014年4月23日）
  - 5. ハートエイクのブルース feat. DARTHREIDER

- Masia & DARTHREIDER「Visions」（2022年9月30日）[14]

- 十影 & ATSUSHI YAGI「MATCHING STUDIO」（2024年10月10日）
  - 7. ドブネズミ feat.壽,FRANKEN,DARTHREIDER,RAW-T,UZI

### その他の楽曲
- カンゴロンゴ〜Do the right Thing（NHK、世直しバラエティー カンゴロンゴのテーマ曲）

## 著作
- ディスクガイドシリーズ　ヒップホップ（シンコーミュージック・エンタテイメント）[15]
- blast -ジャパニーズHIP HOPディスク・ガイド-（シンコーミュージック・エンタテイメント）[16]
- ディスク・コレクションヒップホップ 2001-2010（シンコーミュージック・エンタテイメント）[17]
- MCバトル史から読み解く　日本語ラップ入門（KADOKAWA）[18]
- ダースレイダー自伝 NO拘束[19]（ライスプレス）
- 武器としてのヒップホップ[20] （幻冬舎）
- イル・コミュニケーション  余命5年のラッパーが病気を哲学する[21]（ライフサイエンス出版）
- 『季刊民族学』192号　特集「ヒップホップ――逆転の哲学」[22]（国立民族学博物館友の会）

## 出演

### 映画
- 任侠秘録 人間狩り（2006年、出演・杉作J太郎監督作品）
- 劇場版 センキョナンデス（2023年2月、監督・主演）
- シン・ちむどんどん（2023年8月、監督・主演）
- 雪子 a.k.a.（2025年1月、出演・ラップ監修）

### ウェブ番組
- 深掘TV ver2（ニコニコ生放送、2018年1月17日 - ）
- NEWS RAP JAPAN（AbemaTV、2016年12月25日、2017年2月5日 - 2019年3月27日）- メインキャスター
- アベマ大縁日〜人気番組勢ぞろい！神宮花火大会生中継で豪華プレゼント大放出SP〜（AbemaTV、2018年8月11日）- NEWS RAP JAPAN代表[23]
- ダースレイダーとエル・カブキの”#うっかり？”（Darthチャンネル、2019年6月20日 - ）- NEWS RAP JAPAN終了後、時事問題を切る場所を作りたいと開設。
- ダースレイダー×プチ鹿島 ヒルカラナンデス（YouTube、2020年4月17日 - ）
- デモクラシータイムス（YouTube、2023年2月14日、2023年8月8日）

### ライブストリーミング・Podcast
- DOMMUNE RADIOPEDIA（2021年7月8日 - DOMMUNE） - 「オルタナティブカルチャー・ラボラトリー」と題して、宮台真司とともに周縁文化や社会現象を語る。DOMMUNEのスタジオで公開配信を行い、アーカイブはAmazon Musicのポッドキャストから配信される[注釈 2][25]。